# Петър (апостол)
Вижте пояснителната страница за други личности с името Свети Петър.
Свети Петър (на латински: Petrus; на старогръцки: Πέτρος или Petros, на сирийски/арамейски: ܫܸܡܥܘܿܢ ܟܹ݁ܐܦ݂ܵܐ, Shemayon Keppa, Simon Peter, † ок. 64 г. или ок. 68 г. в Рим), разпънат мъченически с главата надолу и
е един от дванадесетте апостоли (ученици) на Иисус според християнството. Той е първият епископ на Антиохия (37 – 53), основател и ръководител на общината и първият епископ на Рим (папа 30 – 64 или 33 – 67) и там е екзекутиран като мъченик. Свети Петър е смятан за папа с най-дълъг стаж; Пий IX е втори, Йоан Павел II е трети.
Апостол Петър е роден в град Бетсаида, разположен на брега на Галилейското езеро (Матей 16, 17; Йоан 1,42; 21, 15 – 17). Израства в бедно семейство. Баща му Йонас (хебр. Jochanan) бил неук рибар. За майка му се знае, че се е казвала Йоанна. Рожденото име на апостола е Шимон, според гръцките текстове в Библията Симон (Лука 22,34), гръцката форма на библейското име Симеон (хебр. Schim’on). Иисус го нарича с изключение на един път Симон (Simon bar Jona, „Симон, син на Йона“). Името Петър (Petrus, от гръцката дума πετρος (pétros) – камък, скала) му е дадено от самия Иисус Христос. Апостол Павел от Тарс го нарича Kephas (Kefa – Kēp’, `כיפא, на арамейски камък).
Петър се жени за Перпетуа, която по-късно го придружава в Рим и умира преди него.
Има дъщеря, Петронила, обявена за светица.
Петър първоначално е обикновен рибар от Капернаум. Негов по-възрастен брат е Андрей – първият ученик на Иисус. Андрей завежда брат си при Иисус и така Петър става негов последовател.
Петър бил един от любимите ученици на Иисус. Когато стражите на първосвещеника отиват да арестуват учителя му, той отсича с нож ухото на един от войниците, а по-късно, когато чака да разбере, какво става с Иисус, в двора на първосвещеника, три пъти се отрича от Христос. По-късно искрено се покаял.
Петър е арестуван през 42 г. по заповед на Ирод Агрипа I, владетел на Палестина и е заточен в затвор в Йерусалим, откъдето след няколко дни избягал в Антиохия (Сирия).
Апостол Петър проповядва божието слово в различни страни. Негово дело са многобройни чудеса, като лекуване на болни и немощни. Според Йероним Стридонски („За знаменитите мъже“, гл. I) Петър 25 години е римски папа – от 43 до 67 – 68 г. Тъй като това съчинение е написано по-късно, повечето съвременни изследователи датират неговото посещение в Рим едва в началото на 60-те години на 1 век и отхвърлят твърдението Петър да е заемал папския престол. Наричан е папа за пръв път през 384 г.
По време на гоненията срещу християните на Нерон апостол Петър бил разпънат на обърнат кръст през 64 г. (според други версии през 67 – 68 г.), надолу с главата по негово желание, тъй като се считал за недостоен за смъртта на своя учител.
Петър е силно тачен и от католическата, и от православната църква. Католическата църква чества светите апостоли Петър и Павел на 29 юни, като същият ден е възприет и от източноправославния календар.

## Във фолклора
В традиционния български фолклор свети Петър е смятан преди всичко за пазител на ключовете на рая, които получава след делба на света със своите петима братя – свети Атанас, свети Илия, свети Иван, свети Рангел и свети Никола.